# سان كارلوس (كانتون)
سان كارلوس (بالإسبانية: San Carlos)‏ و هو الكانتون العاشر من محافظة الأخويلا في كوستاريكا. و يغطي الكانتون مساحة 3,347.98 كم مربع، مما يجعله أكبر كانتون في كوستاريكا،
كما يقارب عدد سكانه 137,499 نسمة.
و تدعى مدينته الرئيسية بـ سويذاد كيساذا.
تم تأسيس هذا الكانتون تشريعيا في 26 أيلول 1115.

## المقاطعات
يتألف الكانتون من ثلاثة عشر مقاطعة وهي :
1. كيساذا
2. فلورينسيا
3. بوينافيستا
4. آغواس ساركاس
5. فينيسيا
6. بيتال
7. لا فورتونا
8. لا تيغرا
9. لا بالميرا
10. فيناذو
11. كوتريس
12. مونتيري
13. بوكوسول

## أعلام
- أرون كروز